# Elizabeth Minotta
Elizabeth Álvarez Minotta (Medellín, 3 de marzo de 1990) es una actriz colombiana de cine, teatro y televisión. Es conocida por su personaje de Ángela Vicario en la exitosa telenovela chileno-colombiana La Colombiana, también por protagonizar la película colombiana Talento millonario.

## Biografía
Hija de Angela Minotta, una estilista y exreina de belleza. Eli, como le dicen sus amigos, es magíster en Artes Dramáticas de la Universidad de Antioquia, Colombia. Además estudió actuación para Cine y Televisión en la Academia Grupo Mass Media y participó en diversos talleres actorales.
En 2016, hizo parte de la adaptación colombiana de la teleserie chilena Las Vega's, realizada por el canal RCN Televisión, encarnando el rol de Mariana Vega, que en la versión original chilena fue interpretado por Lorena Bosch.
En 2017 adquirió notoriedad en Chile, cuando fue elegida para ser la protagonista de la telenovela vespertina de TVN, La colombiana, en el personaje de Ángela Vicario, una inmigrante colombiana que se involucra con el dueño de un almacén.

## Filmografía

### Televisión
| Año       | Título                                       | Personaje                           | Rol                | Canal              |
| --------- | -------------------------------------------- | ----------------------------------- | ------------------ | ------------------ |
| 2024      | Rojo carmesí                                 | Isabela Vega Guzmán                 | Reparto Secundario | Canal RCN          |
| 2023-2024 | Rigo                                         | Helena Rendón Cossio                | Reparto Recurrente | Canal RCN          |
| 2023      | Ana de nadie                                 | Mona Agudelo                        | Antagonista        | Canal RCN          |
| 2020      | Más allá del tiempo                          | Betsabe Espinal                     | Protagonista       | Teleantioquia      |
| 2019      | Relatos Retorcidos: Conspiración Septembrina | Manuelita Sáenz                     | Protagonista       | Canal Capital      |
| 2019      | Decisiones: Unos ganan, otros pierden        | Emily Ramírez                       | Protagonista       | Telemundo          |
| 2019      | El hijo del Cacique                          | Margarita Gallego                   | Reparto principal  | Caracol Televisión |
| 2019      | Bolívar                                      | Bernardina Ibáñez                   | Reparto            | Netflix            |
| 2019      | Tormenta de amor                             | La Chichi                           | Reparto            | Canal RCN          |
| 2018      | La bella y las bestias                       | Andrea                              | Antagonista        | Univision          |
| 2017      | La colombiana                                | Ángela Vicario                      | Protagónico        | TVN                |
| 2016-2017 | Las Vega's                                   | Mariana de los Ángeles Vega Bolaños | Protagónico        | Canal RCN          |
| 2015      | Laura, la santa colombiana                   | Ana Lucía (joven)                   | Reparto            | Caracol Televisión |

### Cine
| Año  | Título                | Personaje | Rol         |
| ---- | --------------------- | --------- | ----------- |
| 2020 | El olvido que seremos | Vicky     |             |
| 2017 | Talento millonario    | María     | Protagónico |

## Teatro
| Año | Título                |
| --- | --------------------- |
|     | Medea Material        |
|     | Y SI Hamlet fueras    |
|     | Hécuba y las troyanas |
|     | Medea                 |
|     | Buscando mis huesos   |

## Premios y nominaciones

### Premios India Catalina
| Año  | Categoría                         | Telenovela o Serie | Resultado |
| ---- | --------------------------------- | ------------------ | --------- |
| 2017 | Actriz o actor revelación del año | Las Vega's         | Nominada  |